# Rosemary Morris
Rosemary Morris (31 de janeiro de 1986) é uma jogadora de polo aquático britânica.

## Carreira
Rosemary Morris em Londres 2012 integrou a Seleção Britânica de Polo Aquático Feminino que ficou em 8º lugar.